# 3-тя армія (США)
3-тя а́рмія США (англ. United States Third Army або Центральна армія США англ. United States Army Central) — військове об'єднання армії США, польова армія Збройних сил США часів Першої та Другої світових війн. Сьогодення — Центральна армія — головний наземний компонент сил у складі Центрального Командування Збройних сил США, яка брала активну участь у війні в Затоці та в окупації Іраку.

## Історія
3-тя армія була активована 7 листопада 1918 року в місті Шомон у Франції, виданням командуванням Американських експедиційних сил наказу № 198 про розгортання на фондах військ, що прибули на Західний фронт, польової армії. До складу армії входили три корпуси: 3-й генерал-майора Дж. Гайнеса, 4-й генерал-майора Ч. Мура та 7-й генерал-майора В. Гана — і сім дивізій.
15 листопада командуванням армією перейняв на себе генерал-майор Дж. Дікман, який цього дня видав перший наказ по формуванню. Того ж дня армія отримала від керівництва наказ — не гаючи часу негайно висунутися маршем до Німеччини та окупувати максимальну можливу кількість важливих об'єктів інфраструктури. Також, за наказом Головнокомандувача американських експедиційних сил генерала Дж. Першинга підрозділи 3-ї армії мали роззброювати німецькі війська по мірі просування вглиб колишнього противника.
17 листопада 1918 року частини армії розпочали марш, а 15 грудня в місті Маєн поблизу Кобленца була заснована штаб-квартира армії. За станом на 19 грудня в армії нараховувалося 9 638 офіцерів та 221 070 солдатів і сержантів. Окупаційні функції військами армії виконувалися до 2 липня 1919 року, коли наказом її розформували, а особовий склад був демобілізований та відправлений у переважній більшості до дому.
Вдруге армія сформована 9 серпня 1932 року в ході реорганізації сухопутних військ країни. З початком війни у Європі армія стала центром підготовки кадрових військ, а з вступом США в Другу світову війну її розгорнули, та у грудні 1943 року основні частини перекинули через Атлантичний океан морським транспортом до Британії.
На момент вторгнення англо-американських військ до Франції, армія грала відволікалюну роль та участі в перших боях не взяла. Однак, вже в липні 1944 року її війська перекинули на Європейський континент, де під проводом генерала Дж. Паттона вона брала найактивнішу участь у боях та битвах на Західному фронтові. Армія грала ключову роль в розгромі німецьких військ в операції «Кобра», згодом билася в Арденнській, Рурській, Центрально-Європейській операціях; визволяла Францію, Австрію, Чехословаччину. Силами 3-ї армії генерала Паттона в полон захоплено 765 483 військовополонених та ще 515 205 взято в полон в період з 9 по 13 травня 1945 року. Солдати Паттона знищили в боях 144 500 вояків противника та ще 386 200 поранили. За час боїв з липня 1944 по травень 1945 3-тя армія зазнала наступних втрат 139 646 військовослужбовців, зокрема 16 596 — загиблими, 96 241 — пораненими та 26 809 — зниклі безвісти.
У післявоєнний час 3-тю армію визначили для виконання окупаційних функцій в Німеччині, вже вдруге в історії цього об'єднання. Тут вона перебувала до 1947 року, доки її не перевели до континентальних США. У Сполучених Штатах армія знаходилась у складі сухопутних військ до 1974 року до моменту розформування.
3 грудня 1982 року на спеціальній церемонії армія була втретє активована з розміщенням штабу у Форт МакФерсон, поблизу Атланти. На армію покладалися функції та завдання найпотужнішого компонента сухопутних військ країни, що діяв в інтересах Центрального командування ЗС США, зона відповідальності якого охоплювала території Африки, Азії, Перської затоки.
Влітку 1990 року армія залучалася до зосередження військ, що готувалися до відбиття вторгнення іракських військ, що вдерлися до Кувейту, та її формування розпочали передислокацію до Саудівської Аравії. В операції «Буря в пустелі» на 3-тю армію покладався основний тягар виконання завдань з розгрому саддамівських військ і вона була головною ударною силою на театрі війни. Пізніше армія залучалася до низки операції щодо розгрому іракської армії та стабілізації ситуації в регіоні.